# Bill Moss
 Bill Moss  va ser un pilot de curses automobilístiques britànic que va arribar a disputar curses de Fórmula 1.
Bill Moss va néixer el 4 de setembre del 1933 a Luton, Bedfordshire, Anglaterra. No té cap mena de relació familiar amb Stirling Moss, famós pilot britànic amb qui comparteixen cognom.

## A la F1
Va debutar a la cinquena cursa de la temporada 1959 (la desena temporada de la història) del campionat del món de la Fórmula 1, disputant el 18 de juliol del 1959 el GP de la Gran Bretanya al Circuit d'Aintree.
Bill Moss va participar en una única prova puntuable pel campionat de la F1, no aconseguint classificar-se per disputar la cursa i no assolí cap punt pel campionat del món de pilots.

## Resultats a la Fórmula 1
| Any  | Equip                | Xassís      | Motor  | 1   | 2   | 3   | 4   | 5       | 6   | 7   | 8   | 9   | Posició | Punts |
| ---- | -------------------- | ----------- | ------ | --- | --- | --- | --- | ------- | --- | --- | --- | --- | ------- | ----- |
| 1959 | United Racing Stable | Cooper (F2) | Climax | MON | 500 | HOL | FRA | GBR NVQ | ALE | POR | ITA | USA | -       | 0     |

### Resum
| Curses: | Victòries: | Pòdiums: | Poles: | Voltes ràpides: | Punts: |
| ------- | ---------- | -------- | ------ | --------------- | ------ |
| 1       | 0          | 0        | 0      | 0               | 0      |